# Ardal Powell
Ardal Powell (1958) is een Brits bouwer en bespeler van historische fluiten en publicist van boeken over muziek. Hij is gespecialiseerd in instrumenten uit de barok en klassieke periode en op de invloed op de maatschappij van fluitbouw, speeltechniek, uitvoeringspraktijk en repertoire.

## Leven en carrière
Powell studeerde aan de Universiteit van Cambridge. Hij ontving zijn Master of Arts-graad in Engelse taal- en letterkunde in 1989 hij promoveerde (PhD) in muziek in 2004 aan het Magdalene College. Hij studeerde daarna barokfluit aan het Koninklijk Conservatorium in Den Haag. In 1984 was hij medeoprichter van Folkers & Powell, Makers of Historical Flutes, een bedrijf dat bestond tot 2009. In 2010 was hij oprichter van Music Word Media Group, om boeken over muziek te kunnen publiceren, op papier en digitaal. 

## Boeken
Powell schreef verschillende boeken over de geschiedenis van de fluit en over fluitspel. Hij ontving diverse onderscheidingen, waaronder de Bessaraboff Prize in 2005 voor zijn publicatie The Flute. Hij ontvaing een prijs van de Fellowship for College Teachers and Independent Scholars from the National Endowment for the Humanities in 1993.